# Ворожеська
Вороже́ська (інші назви — Ворожеска, Трито́н) — гідрологічна пам'ятка природи місцевого значення, високогірне озеро в Українських Карпатах. Розташоване в межах Рахівського району Закарпатської області. 
Озеро льодовикового походження. Лежить на висоті 1460 м над р. м., в одному з льодовикових карів, на північних схилах масиву Свидовець. 

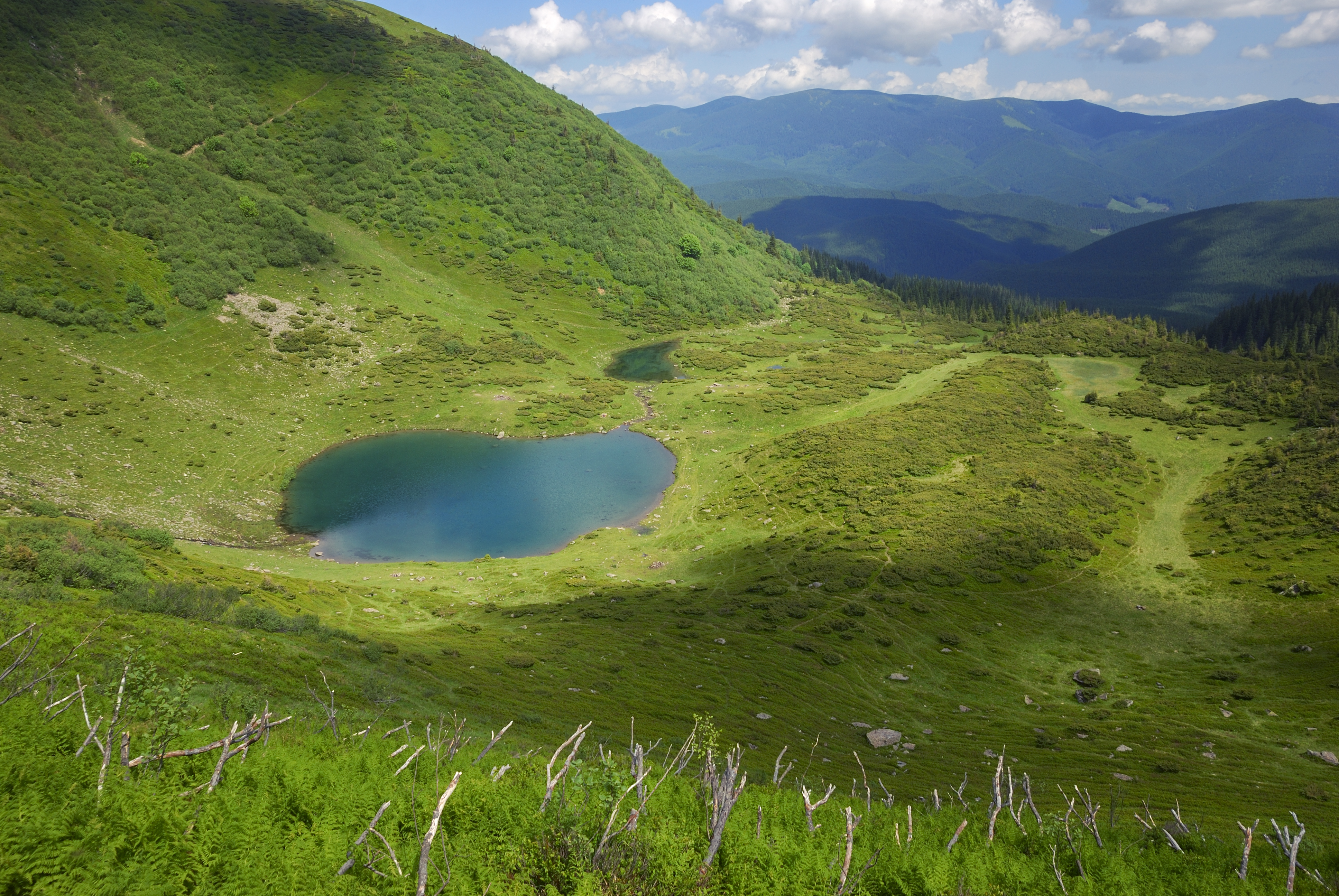
Вид на озеро

Складається з двох невеликих водойм. Верхнє (більше) озеро має круглу форму (діаметр 95 м, площа 0,7 га, глибина до 4,5 м). Нижнє озеро, розташоване на 15 м нижче від верхнього, видовженої форми (довжина 76 м, ширина 28 м, площа близько 0,2 га, глибина до 1,9 м). Живиться водами потоку, який бере початок у сніжнику, складеному фірновим льодом, який повністю тане лише в найжаркіші роки. Вода в озері чиста, досить прозора і досягає  влітку до +12 тепла. Дно похиле, замулене. Фауна представлена окремими видами мікроскопічних ракоподібних. Об'єкт туризму. 
На захід від Ворожеськи розташоване озеро Апшинець, на південний захід — озеро Догяска, на південний схід — гора Великий Котел (1771 м). 
Найближчий населений пункт — село Чорна Тиса.

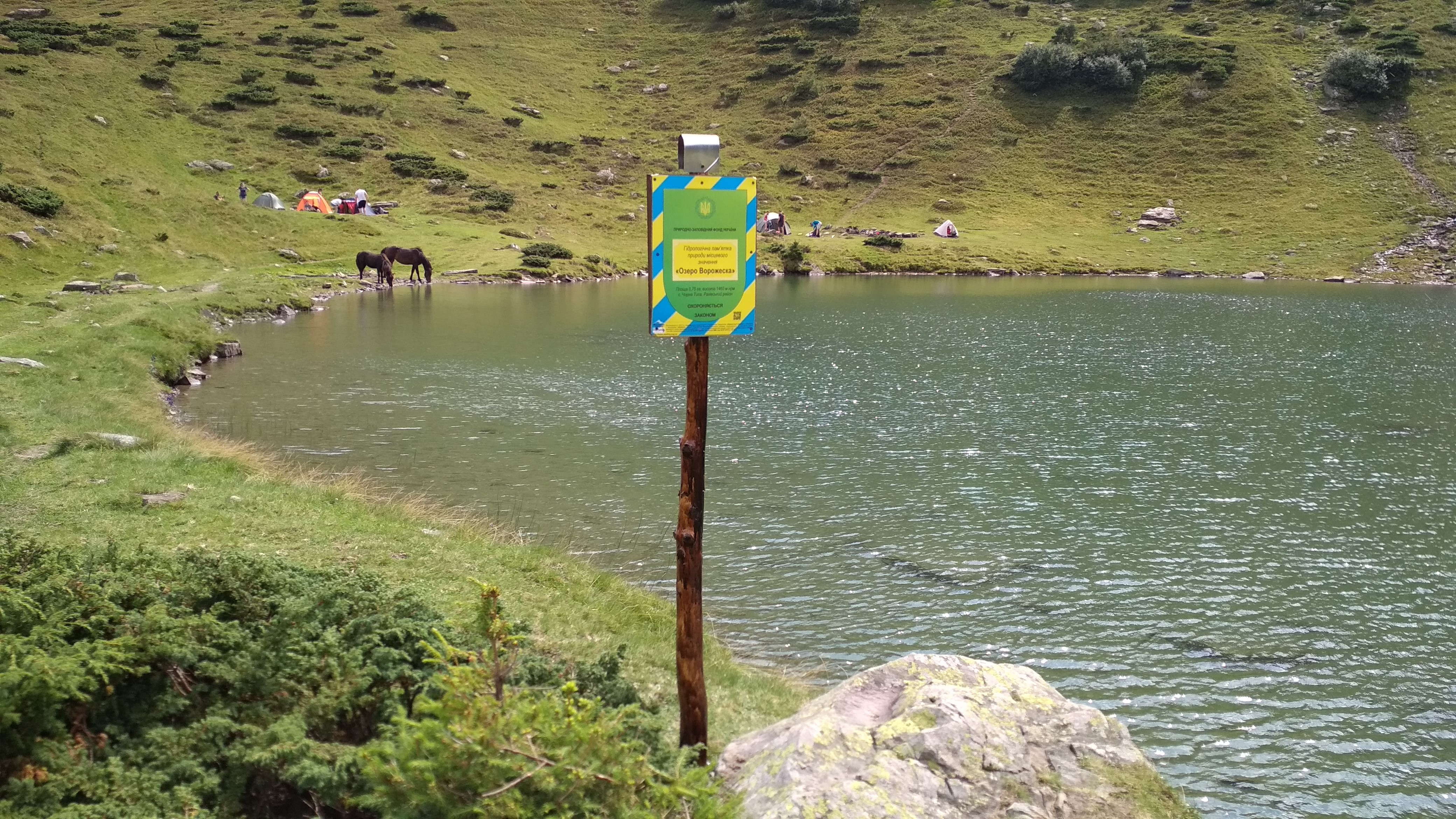
Охоронний знак

ГО «Карпатські стежки» біля озера встановили охоронний знак.

## Легенда про Ворожеське озеро
|  | Жилися-були в матері два сини. Були вони гарні, добрі й сильні. Улітку випасали отари на гірській полонині, а взимку допомагали по господарству біля будинку. Одного разу зустріли хлопці дуже гарну дівчину. Кликали її Марічка, була вона з довгою русявою косою й дуже гарна собою. Обоє брати її полюбили. Що ж тут робити? І вирішили так: хто першим перепливе гірське озерце, що виднілося в ущелину між горами, тому й дістанеться Марічка. Але як тільки вони доплили до середини озера, через гору набігла чорна хмара і почалася страшна бура. Вода в озері здійнялася, налетіла більша хвиля — і братів затягло на дно, у страшну безодню. Довго чекала їхня мати, але не дочекалася, не побачила їх більше й Марічка. А недалеко від того озера, пастухи пасли овець, все це бачили й знали тих хлопців. Спустилися в село й розповіли їх матері. Побігла мати до того озера, упала на коліна й, заламавши руки, плакала й кричала: «Озеро, озеро! Чому ти таке вороже до мене, навіщо моїх синів-близнюків погубило?» А вітер підхопив: «Вороже...вороже...». Відтоді те озеро й почали називати Ворожеским. |

## Галерея

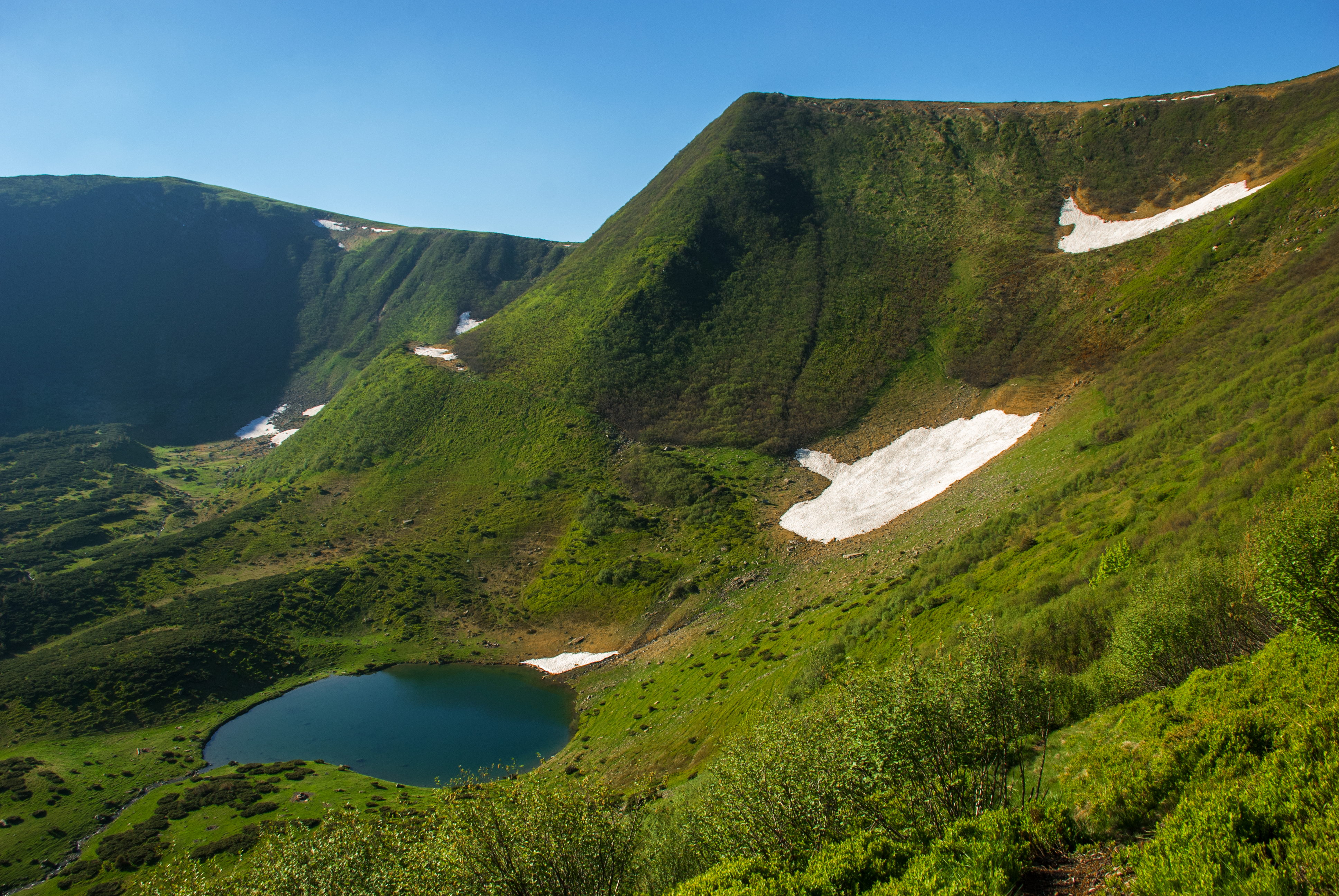
Озеро Ворожеска та сніжники на схилах з яких водойма бере воду.
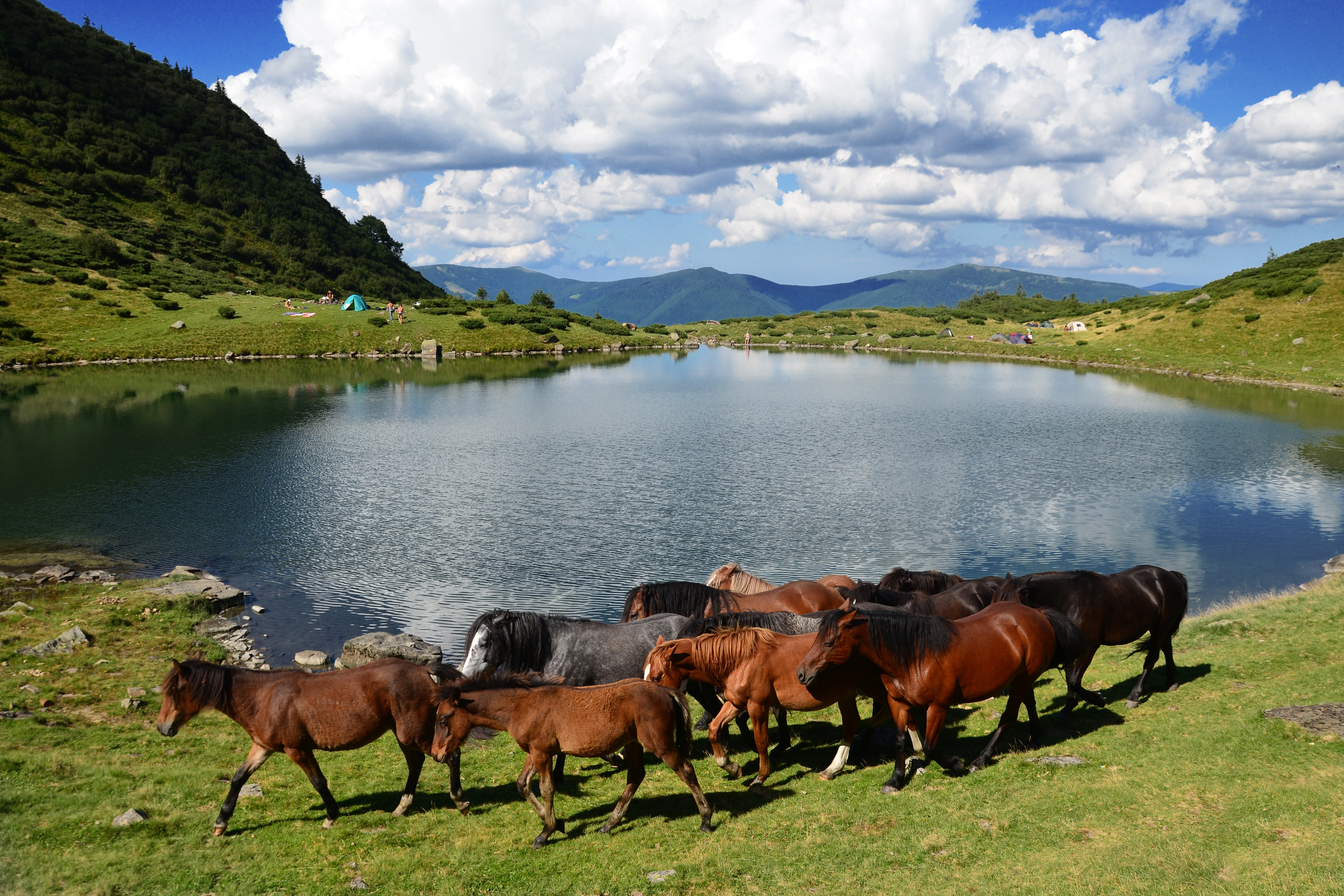
Коні йдуть на водопій до джерела, що живить озеро
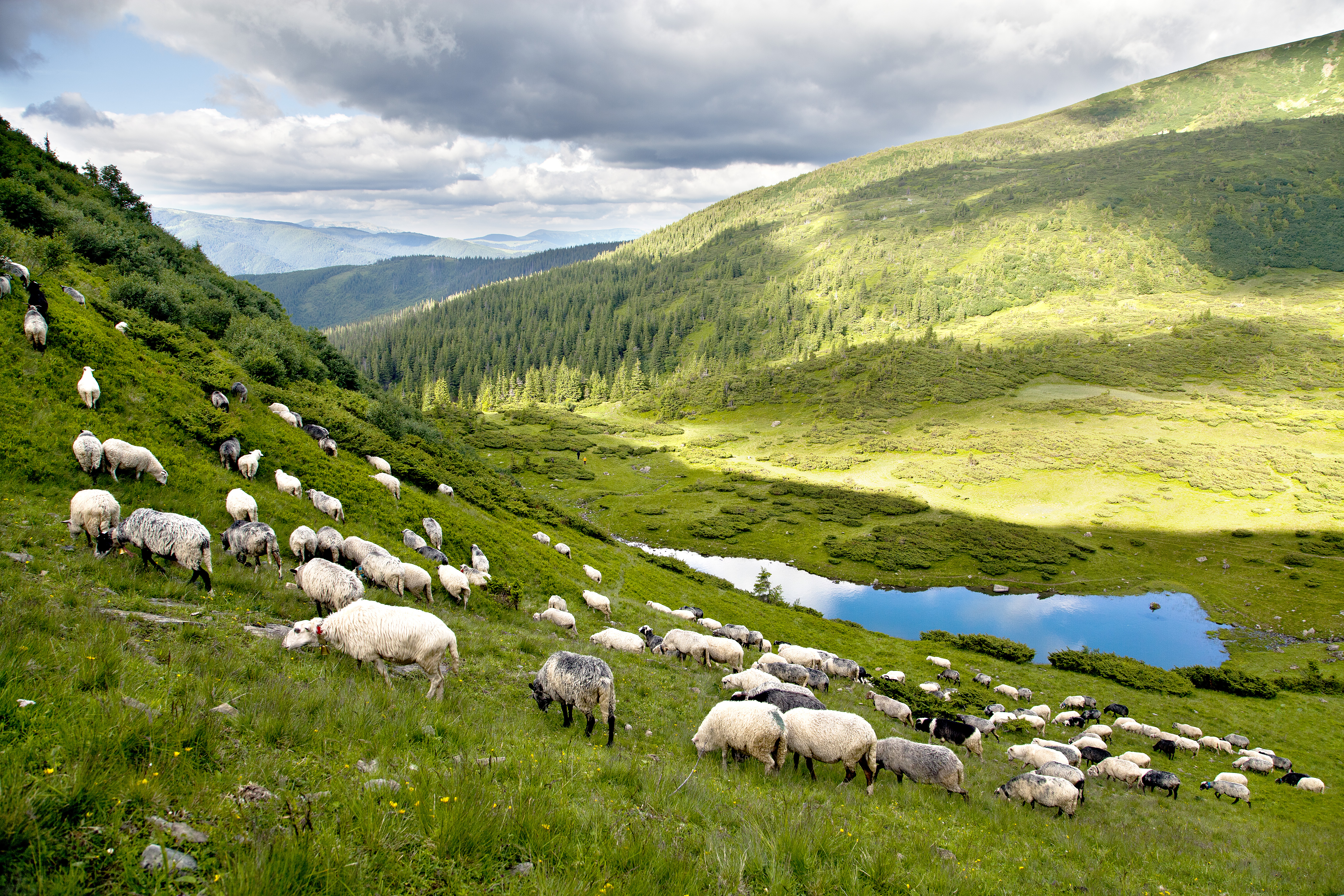
Вівці біля озера
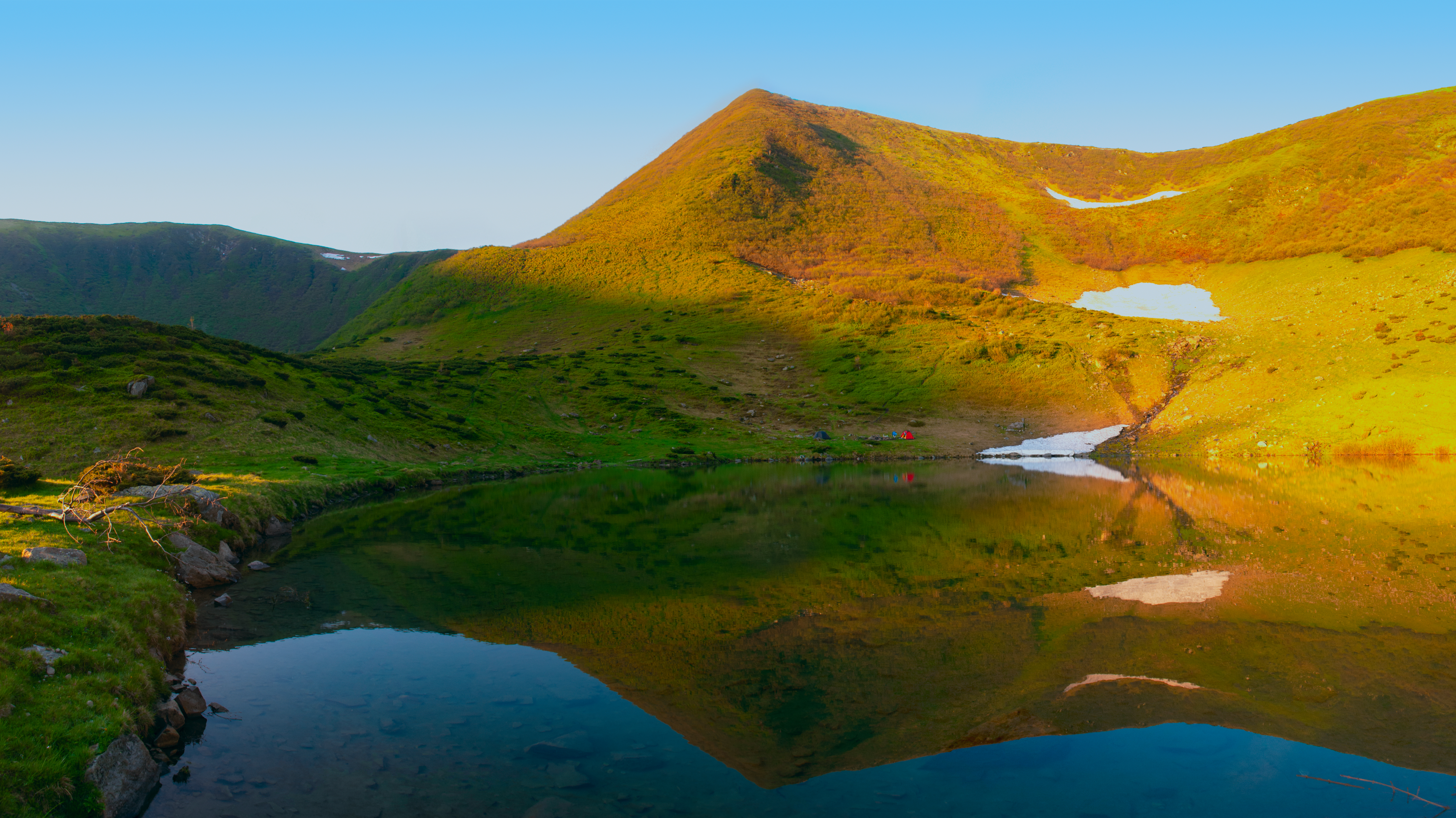
Озеро Ворожеське та хребет Апшинець
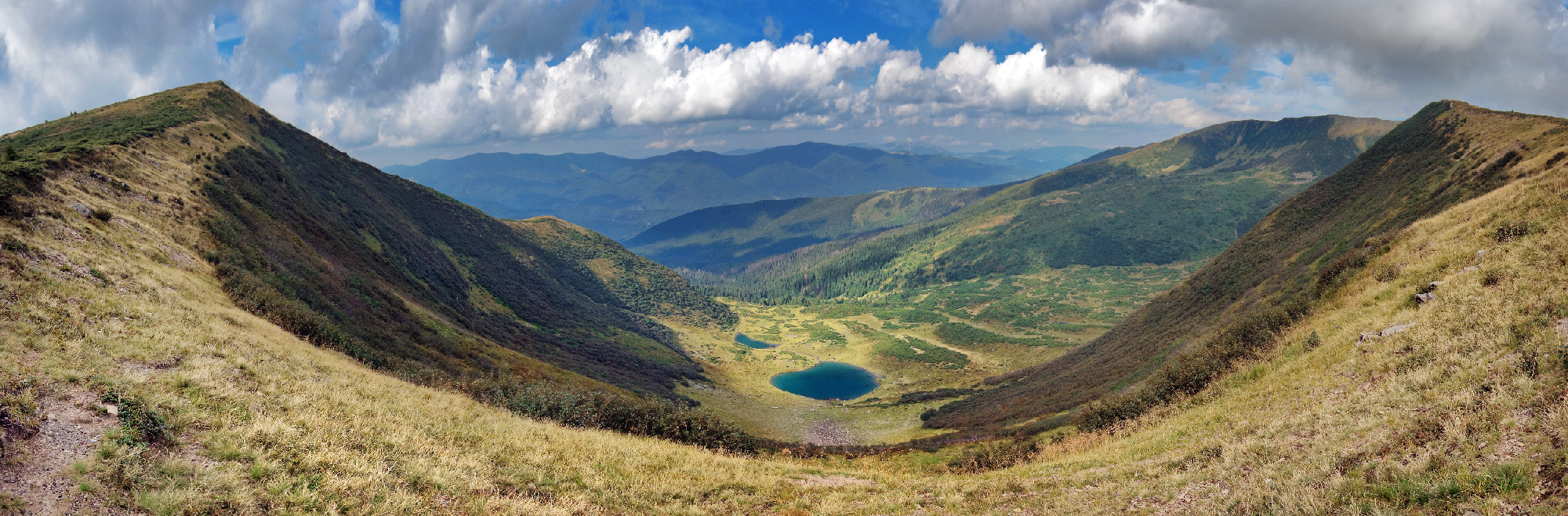
Панорама на озеро
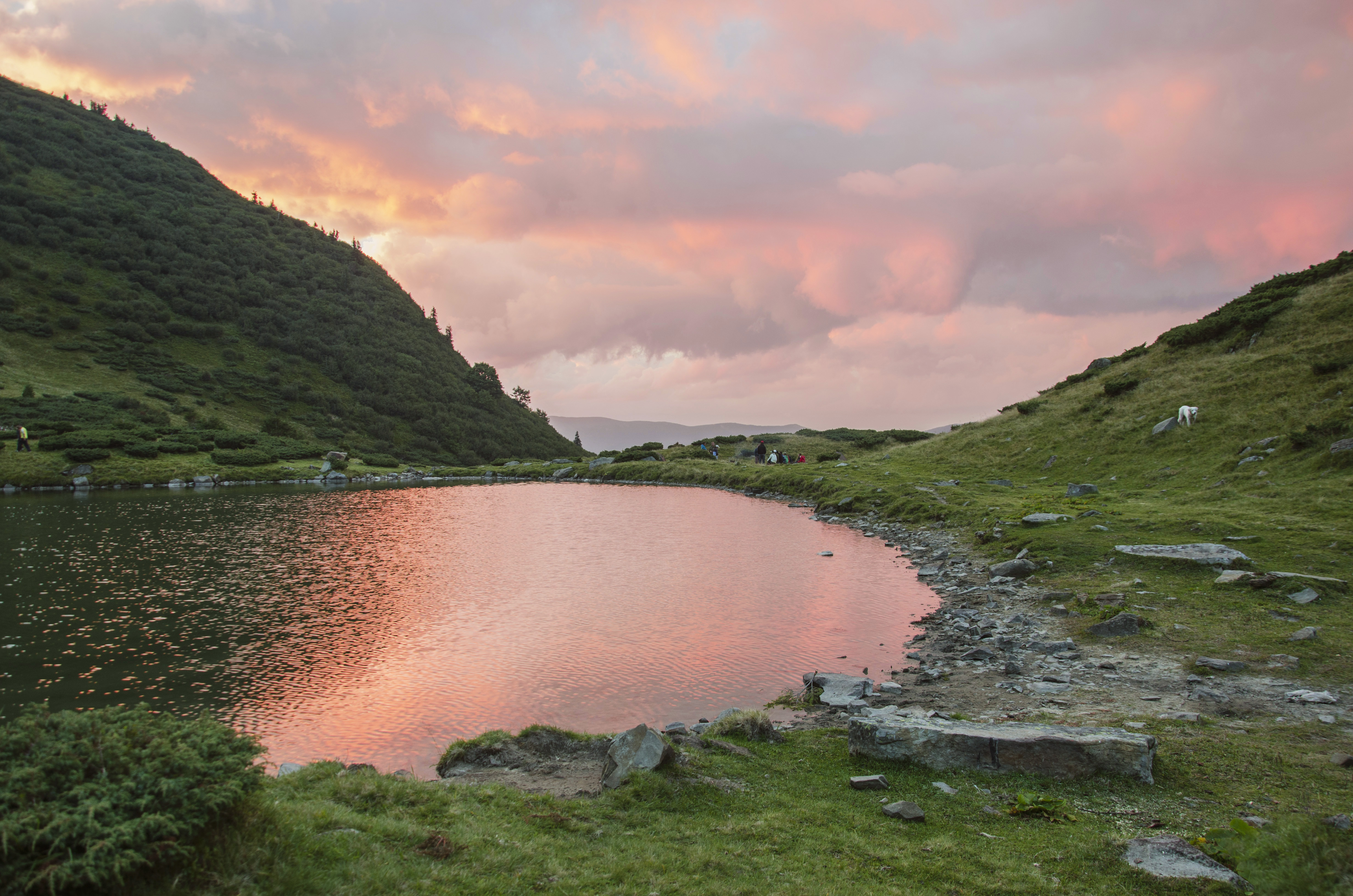
Захід сонця